# Lista regilor Croației
Lista regilor Croați
Dinastia Trpimirović
Tomislav I (Duce 910–925) (Rege 925-928)
Trpimir II (928-935) fratele lui Tomislav I
Krešimir I (935-945) fiul lui Trpimir II
Miroslav (945-949) fiul lui Trpimir II
Krešimir II (949-969) fratele lui Miroslav
Držislav (969-997) fiul lui Krešimir II
Svetoslav (997-1000) fiul lui Držislav
Gojslav (1000-1020) fiul lui Svetoslav
Krešimir III (1000-1030) fratele lui Svetoslav domnește împreună cu Gojslav până în 1020
Ștefan I (1030-1058) fiul lui Krešimir III
Krešimir IV (1058-1075) fiul lui Stephen I
Demetrius (1075-1089) nepotul de frate al lui Gojslav
Ștefan II (1089-1090) fratele lui Krešimir IV
După moartea lui Ștefan II, regele Ungariei Ladislau preia și titlul de Rege al Croației
Dinastia Arpadiană
Ladislau I (1090-1095)
Petar Snačić este ales rege al Croației în 1095 dar este înfrânt și ucis în anul 1097 de Coloman
Coloman Regi ai Croației (1097-1116)                  
Rege al Ungariei (1095-1116)                  
Ștefan al II-lea (1116-1131) fiul lui Coloman
Bela al II-lea (1131-1141) vărul lui Ștefan II
Geza al II-lea (1141-1162) fiul lui Bela al II-lea 
Ștefan al III-lea (1162-1172) fiul lui Geza al II-lea 
Ladislau al II-lea (1162-1163) fratele lui Geza al II-lea și rival al lui Ștefan al III-lea
Ștefan al VI-lea (1163-1165) fratele lui Ladislau al II-lea și rival al lui Ștefan al III-lea
Bela al III-lea (1172-1196) fratele lui Ștefan al III-lea
Emeric (1196-1204) fiul lui Bela al III-lea
Ladislau al III-lea (1204-1205) fiul lui Emeric
Andrei al II-lea (1205-1235) fratele lui Emeric
Bela al IV-lea (1235-1270) fiul lui Andrei al II-lea
Ștefan al V-lea (1270-1272) fiul lui Bela al IV-lea
Ladislau al IV-lea (1272-1290) fiul lui Ștefan al V-lea 
Andrei al III-lea (1290-1301) nepotul lui Andrei al II-lea
Dinastia Přemyslid
Venceslav III (1301-1305)
Casa de Wittelsbach
Otto III (1305-1307)
Familia de Anju
Carol I (1301-1342) rege de facto până în 1307
Ludovic I (1342-1382) fiul lui Carol I
Maria I (1382-1384) fica lui Ludovic I
Carol al II-lea (1384-1385) Uzurpează tronul Mariei
Maria I (1385-1395) a doua domnie
Familia de Luxemburg
Sigismund de Luxemburg (1387-1437) soțul Mariei I, domnește singur din 1395
Casa de Habsburg
Albert I (1437-1439) ginerele lui Sigismund de Luxemburg
Familia Jagiellon
Vladislav I (1440-1444)
Casa de Habsburg
Ladislau al V-lea 1444-1457 fiul lui Albert
Familia Huniade
Matias Corvinul (1457-1490)
Familia Jagiellon
Vladislav al II-lea (1490-1516) nepotul lui Albert
Ludovic al II-lea (1516-1526) fiul lui Vladislav al II-lea
După ce a murit Ungaria la Mohacs coroana Croației trece la Ferdinand I al Austriei
Casa de Habsburg
Ferdinand I (1526-1564)
Maximilian al II-lea (1564-1576) fiul lui Ferdinand 
Rudolf al II-lea  (1576-1608) fiul lui Maximilian I, abdică în favoarea fratelui său Matias
Matias al II-lea  (1608-1619) fratele lui Rudolf al II-lea
Ferdinand al II-lea (1619-1637) nepotul lui Ferdinand I
Ferdinand al III-lea (1637-1657) fiul lui Ferdinand al II-lea
Leopold I (1657-1705) fiul lui Ferdinand al III-lea
Iosef I (1705-1711) fiul lui Leopold I
Carol al VI-lea (1711-1740) fratele lui Iosef I
Maria Tereza (1740-1780) fica lui Carol al VI
Casa de Habsburg-Lorena
Francisc I (1740-1765) soțul Mariei Tereza
Iosef al II-lea (1765-1790) fiul Mariei Tereza și Francisc I, domnește singur din 1780
Leopold al II-lea (1790-1792) fratele lui Iosef al II-lea 
Francisc al II-lea (1792-1804) fiul lui Leopold al II-lea 
În 1804 este proclamat imperiul Austriac. 
Francisc I (1804-1835) 
Ferdinand I (1835-1848) fiul lui Francisc I al Austriei, abdică în favoarea nepotului său
Franz Iosef (1848-1916) nepotul de frate al lui Ferdinand I 
Carol al IV-lea (1916-1918) nepotul de frate al lui Franz Iosef
După primul război mondial Croația intră în  Regatului Sârbilor, Croaților și Slovenilor apoi Iugoslava
Dinastia Karagheorghevic
Petru I (1918-1921) 
Alexandru I (1921-1934) fiul lui Petru I
Petru II (1934-1941) fiul lui Alexandru I
În timpul celui deal doilea razboi mondial se crează Statul Independent al Croației pe ruinele Iugoslaviei și este ales ca monarh Tomislav al II-lea
Casa de Savoia
Tomislav al II-lea (1941-1943)